# 新百利融資
新百利融資控股有限公司，簡稱新百利融資控股，以及新百利融資（英語：Somerley Capital Holdings Limited，港交所：8439），由Sabine Martin Nevil（邵斌，董事會主席）在1983年創立 。其業務主要為在香港上市的企業提供企業融資諮詢服務。
新百利融資的股份在2017年3月28日於港交所主板上市，根據招股書資料，招股定價為1.7港元至2.3港元之間，配售股份數目為3500萬港元，集資額為8050萬港元，主要用作擴展企業融資諮詢業務。

## 外部
- somerleycapital.com （页面存档备份，存于）